# Metoda diskontovaných peněžních toků
Metoda diskontovaných peněžních toků (DCF) je metoda odhadu současné hodnoty společnosti na základě předpokládaných budoucích peněžních toků upravených o časovou hodnotu peněz. Peněžní toky se skládají z toků v rámci „explicitního“ období prognózy spolu s pokračující (někdy také terminální) hodnotou, která představuje tok peněžních toků po období prognózy. Metoda DCF je jednou z výnosových metod.
Oceňování metodou diskontovaných peněžních toků se používalo již v 18. nebo 19. století. Poprvé bylo popsáno Johnem Burrem Williamsem v publikaci The Theory of Investment Value v roce 1938; bylo široce diskutováno ve finanční ekonomii v 60. letech; a stalo se široce používáno u amerických soudů v 80. a 90. letech 20. století.

## Základní vzorec pro oceňování firmy pomocí modelu DCF
Hodnota firmy = {\displaystyle \sum _{t=1}^{n}{\frac {FCFF_{t}}{(1+WACC_{t})^{t}}}+{\frac {\left[{\frac {FCFF_{n+1}}{(WACC_{n+1}-g_{n+1})}}\right]}{(1+WACC_{n})^{n}}}}
kde

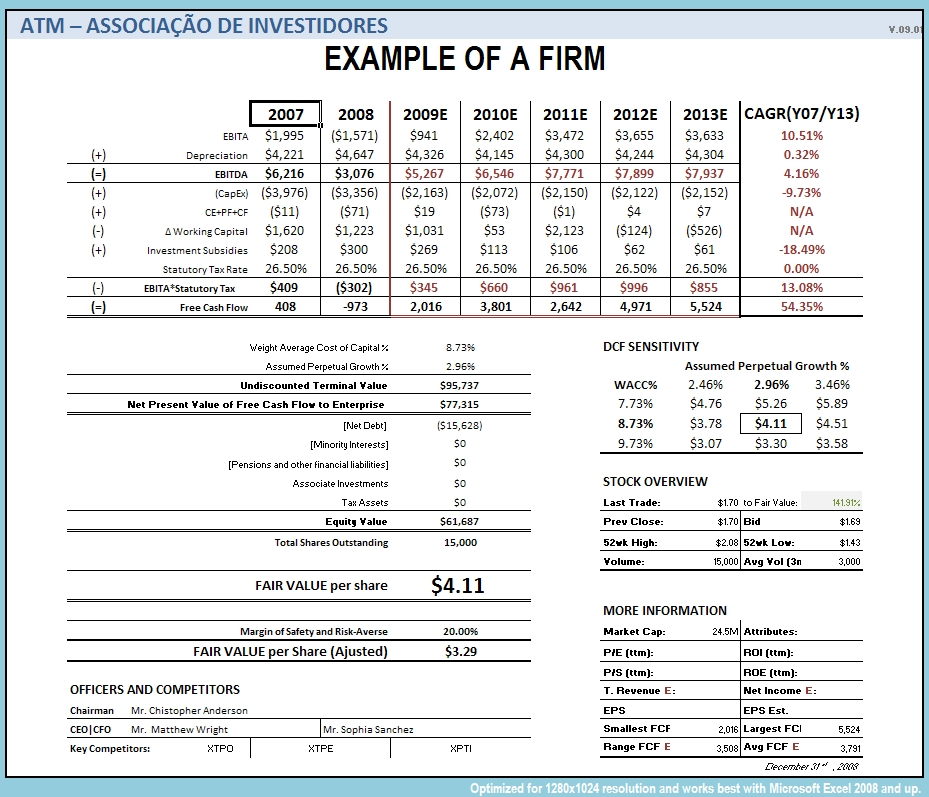
Ocenění v tabulkovém procesoru s využitím volných peněžních toků k odhadu reálné hodnoty akcie a zobrazení citlivosti na WACC a růst perpetuity (kliknutím na obrázek zobrazíte plnou velikost)

- FCFF je volný peněžní tok pro vlastníky a věřitele (zjednodušeně provozní peněžní tok minus kapitálové výdaje ) snížený o daň
- WACC jsou vážené průměrné náklady kapitálu kombinující náklady vlastního kapitálu a náklady dluhu po zdanění
- t je časové období
- n je počet časových období do "splatnosti" nebo ukončení
- g je míra udržitelného růstu